# Phantia ferganensis
Phantia ferganensis är en insektsart som beskrevs av Dubovskii 1966. Phantia ferganensis ingår i släktet Phantia och familjen Flatidae. Inga underarter finns listade i Catalogue of Life.